# Robert A. Wicklund
Robert Arnold Wicklund (* 1. Dezember 1941 in Seattle; † 12. Dezember 2020 in Bainbridge Island) war ein US-amerikanischer Sozial- und Motivationspsychologe, der u. a. an der University of Texas at Austin geforscht und gelehrt hat.

## Leben
Er schloss sein Studium der Psychologie an der University of Washington ab und promovierte 1968 an der Duke University; das Doktorandenprogramm in Sozialpsychologie an der Duke University wurde von Jack W. Brehm und Edward E. Jones geleitet. Als Professor war er an der University of Texas in Austin fest angestellt. Er gab seine sichere Professur in Austin auf, um 1984 nach Bielefeld zu ziehen; in der Folge war er an der Universität Bielefeld und der Universität Triest tätig, er hatte weitere Lehraufträge an zahlreichen Institutionen, darunter die Ruhr-Universität Bochum, die Universität Bergen, die Universität Mannheim und die Università di Palermo. Zum Zeitpunkt seines Todes hatte er Wohnsitze in Bainbridge Island und in Bielefeld. 

## Werk
Die Theorie der Objektiven Selbstaufmerksamkeit war ein zentrales Thema seiner Forschung; sie besagt, dass die bewusste Aufmerksamkeit dichotomisch ist, d. h. entweder nach innen auf das Selbst oder nach außen auf die Umwelt gerichtet ist. Ereignisse, die die Aufmerksamkeit nach innen lenken (z. B. Reflexionen) bzw. sie nach außen ziehen (z. B. ablenkende Reize), lenken sie in diese Richtung. Unter objektiver Selbstaufmerksamkeit erleben Personen Affekte, die auf Diskrepanzen zwischen ihrem tatsächlichen und ihrem idealen Selbst beruhen, was zu einer Selbstbewertung und zu Versuchen führt, negative Diskrepanzen zu verringern und der Selbstfokussierung zu entkommen. Er entwickelte auch das Konzept der symbolischen Selbstverwirklichung. Dieses geht davon aus, dass Menschen sich über Indikatoren für ihre Leistungen in bestimmten Tätigkeitsbereichen definieren. Wenn wichtige Symbole fehlen, streben Individuen nach alternativen Symbolen der Selbstdefinition, oft durch den Versuch, andere zu beeinflussen oder durch die Selbstbeschreibungen ihrer Leistung. Er hat auch Beiträge zum Verständnis der kognitiven Dissonanz von Leon Festinger geleistet, einschließlich der Erforschung der Perspektiven der Theorie und der Frage, wie Bedauern und Dissonanzreduzierung auf der Grundlage der Salienz dissonanter Informationen funktionieren. In seiner Arbeit zur Reaktanz-Theorie seines Mentors Jack W. Brehm wird untersucht, wie wahrgenommene Bedrohungen der Freiheit Verhalten und Entscheidungen beeinflussen können.

## Privates
Er war sprachbegabt und bemühte sich, so viel wie möglich in der Muttersprache der Menschen in seiner Umgebung zu kommunizieren. Neben seiner Muttersprache Englisch sprach Bob auch fließend Deutsch, Italienisch und Norwegisch. Und er war ein versierter klassischer Pianist, der besonders gern Beethovens Mondscheinsonate spielte.

## Publikationen (Auswahl)
Monografien
- Mit S. Duval: A theory of objective self-awareness (7th edition). Academic Press, Cambridge, Massachusetts 1972.
- Mit Peter M. Gollwitzer: Symbolic Self Completion. Routledge, Milton Park 2013, ISBN 1-317-83855-6.
- Zero-Variable Theories and the Psychology of the Explainer. Springer New York, New York, NY 1990, ISBN 978-1-461-23344-2.
- Mit Stephen G. West (übersetzt von Jutta Schust): Einführung in sozialpsychologisches Denken. Beltz, Weinheim 1985, ISBN 978-3-407-54662-3.
  - Original: A primer of social psychological theories. Brooks/Cole Publ. Comp., Wadsworth 2012, ISBN 978-0-8185-0395-5.
- Freedom and Reactance. Routledge, Milton Park 1974, ISBN 978-1-032-84697-2.

Herausgeberschaften
- Mit Annerieke Osterwege (Hrsg.): The Self in European and North American Culture: Development and Processes. Nato Asi Series, Series D. Behavioural and Social Sciences, Vol. 84., Springer Science & Business Media, 2012, ISBN 978-94-011-0331-2.
- Mit S. Duval (Hrsg.): Theory of Objective Self-awareness. Academic Press Inc., Cambridge, Massachusetts 1972, ISBN 978-0-12-225650-9.

Zeitschriftenartikel/Buchbeiträge
- Mit Peter M. Gollwitzer; Ute C. Bayer: Das handelnde Selbst: Symbolische Selbstergänzung als zielgerichtete Selbstentwicklung. In: Dieter Frey (Hrsg.): Zentrale Theorien der Sozialpsychologie. Huber, Bern 2002, S. 191–212.
- Mit Terje Manger; Ole-Johan Eikeland: Speed communication and solving social problems. In: Communications, 2003, 28 (3), S. 323–337.
- Mit Mira Christiane Waibel: Inferring competence from incompetence: An ironic process associated with person descriptors. In: European Journal of Social Psychology, 1994, 24 (4), S. 443–452.
- Mit O.L. Braun; Mira Christiane Waibel: Expertise in performance, or interest in the performing person? Some evidence for mutual exclusiveness. In: European Journal of Social Psychology, 1994, 24 (4), S. 425–441.
- Creating consistency among pairs of traits: A bridge from social psychology to trait psychology. In: Journal of Experimental Social Psychology, 1990, 26 (6), S. 545–558.
- Mit P. M. Gollwitzer: Symbolic Self-Completion, Attempted Influence, and Self-Deprecation. In: Basic and Applied Social Psychology, 1981, 2(2), 89–14.
- Mit Jack W. Brehm: Regret and dissonance reduction as a function of postdecision salience of dissonant information. In: Journal of Personality and Social Psychology, 1970, 14 (1), S. 1–7.
- Prechoice preference reversal as a result of threat to decision freedom. In: Journal of Personality and Social Psychology, 1970, 14 (1), S. 8–17.